# Stenostephanus iyman-smithii
Stenostephanus iyman-smithii är en akantusväxtart som beskrevs av D.C. Wasshausen. Stenostephanus iyman-smithii ingår i släktet Stenostephanus och familjen akantusväxter. Inga underarter finns listade i Catalogue of Life.